# Medicina Renașterii

Realdo Colombo, De re anatomica

Medicina Renașterii reprezintă acea parte din istoria medicinei cuprinsă între secolele al XIV-lea și al XVII-lea, reprezentând tranziția dintre Evul Mediu întunecat, dominat de dogme și superstiții, și epoca modernă, în care medicina devine cu adevărat o disciplină științifică.

## Condiții istorico-culturale
În țările Europei apusene (începând cu Italia) se petrece un fenomen complex, social și cultural-științific, a cărui primă manifestare constă în reconsiderarea moștenirii culturii clasice antice. Renașterea - astfel urma să fie denumită ulterior această perioadă, a condus la transformarea omului medieval, subjugat religiei și tradițiilor în omul modern, laic, pozitiv, rațional.
Dar nu numai simpla studiere a operelor antichității a condus la această prefacere radicală, ci și alte evenimente care au lărgit orizontul culturii și civilizației europene:
- Inventarea tiparului de către Johann Gutenberg.
- Mari invenții ca: tiparul, busola, microscopul;
- Marile descoperiri geografice;
- Elaborarea teoriei heliocentrice de către Nicolaus Copernic.

## Renașterea anatomiei

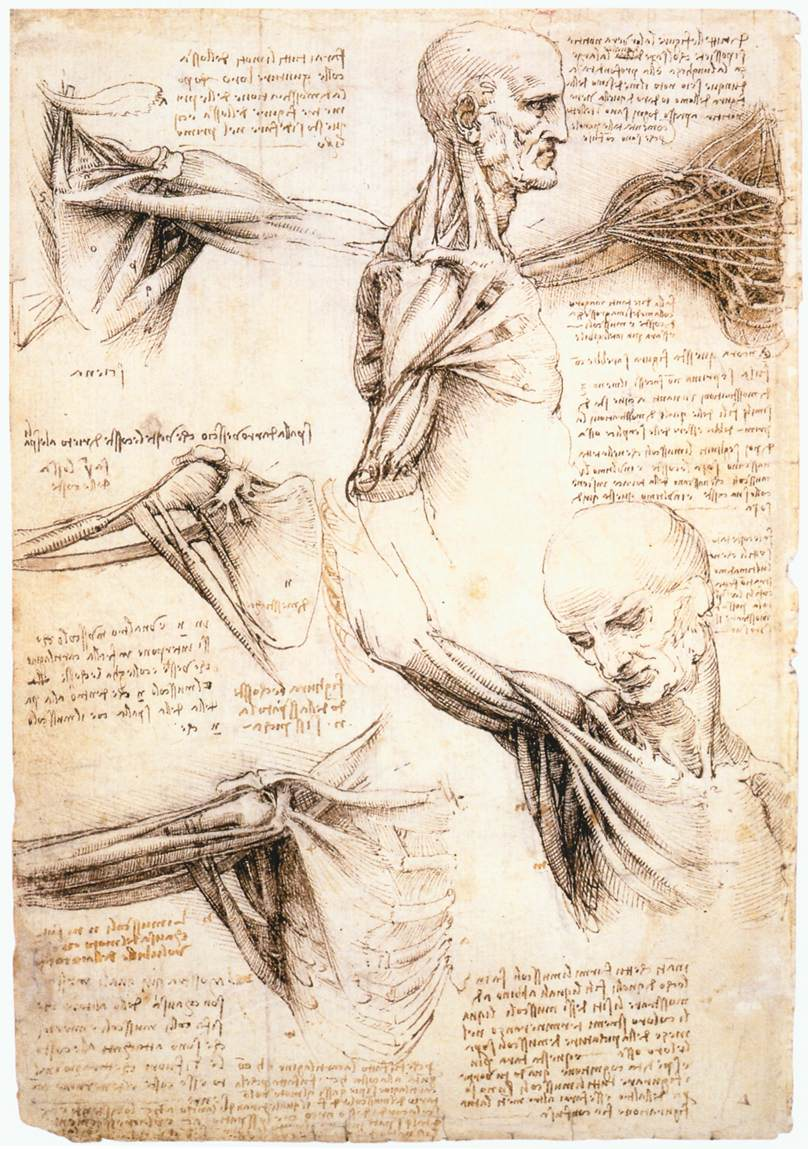
Leonardo da Vinci,
Anatomia umărului,
Windsor Castle

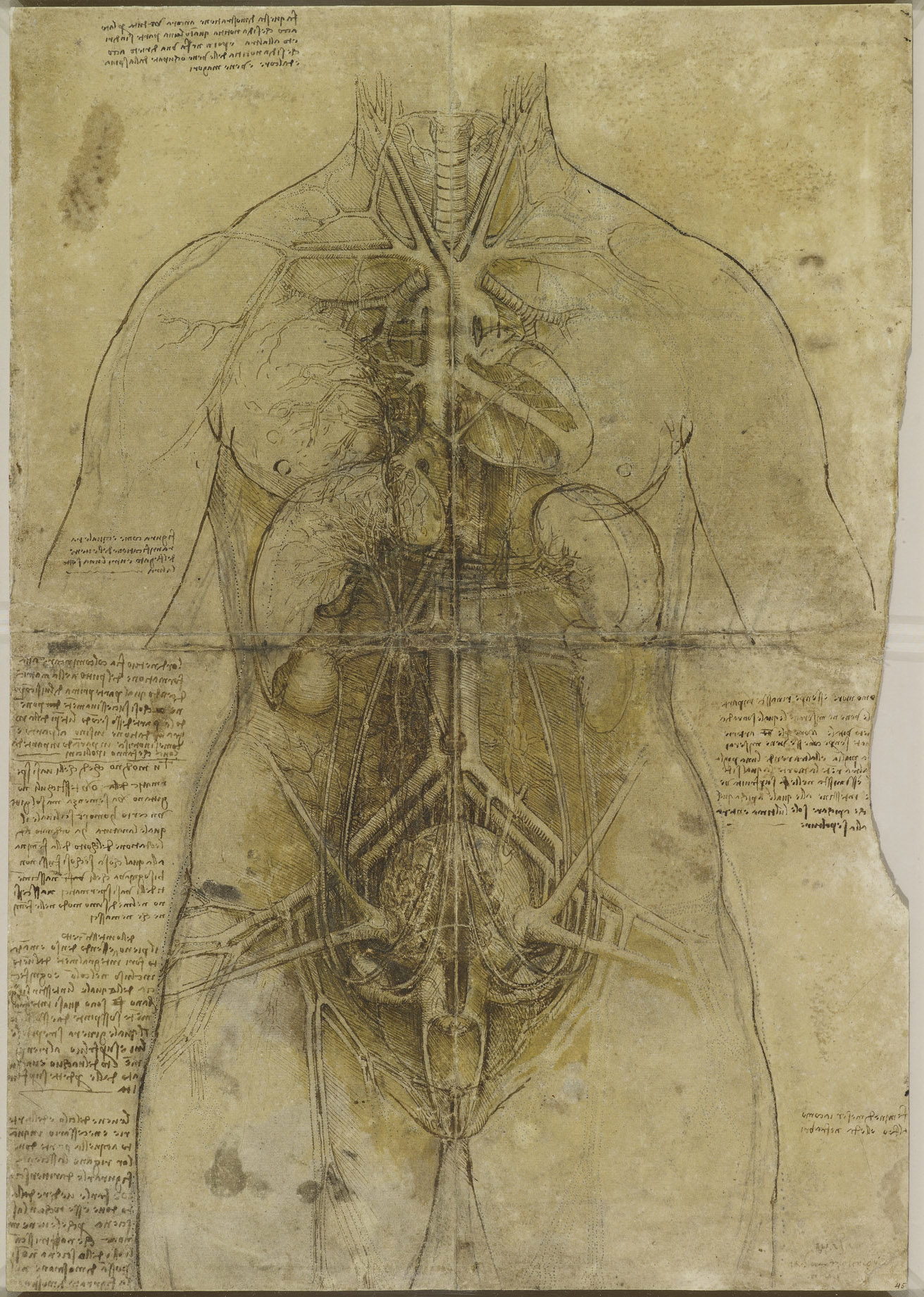
Leonardo da Vinci,
Reprezenatrea organelor interne

Tranziția către anatomia modernă a fost pregătită de marii artiști plastici care au urmat lui Giotto (1266 - 1336), precursorul artei moderne, artiști care au abandonat modelele picturii și mozaicurilor bizantine, pentru a reprezenta oameni vii, în mișcare, cu jocul mușchilor cât mai bine redat.
Dintre aceștia, cel mai desăvârșit anatomist a fost Leonardo da Vinci, (1452 - 1519). Maestrul său, Andrea del Verrocchio insista asupra necesității studiului anatomiei umane.
Astfel, Leonardo devine creatorul iconografiei anatomice moderne și al anatomiei topografice. Studiind și disecând peste 30 de cadavre, efectuează observații amănunțite. Drept rezultat ne-a lăsat peste 750 de planșe reprezentând oase, mușchi, organe, până și secțiuni prin creier; a figurat fătul în uter, mușchii antagoniști ai ochiului, interiorul inimii. El a făcut pentru prima dată secțiuni încrucișate și a injectat cu ceară caldă cavitățile, pentru a le menține forma la secționare. Pe marginea desenelor, artistul adăuga explicații amănunțite.
În al său Tratat de anatomie, elaborat în 1498, dar neterminat, a redat, prin desene foarte sugestive, țesuturile și organele umane.
În perioada 1510 - 1511, Leonardo colaborează cu medicul Marcantonio della Torre. Ca rezultat, Tratatul de pictură, care va apărea abia în 1680 (la 161 de ani după moartea marelui artist și savant) conține peste 200 de desene privind anatomia umană.

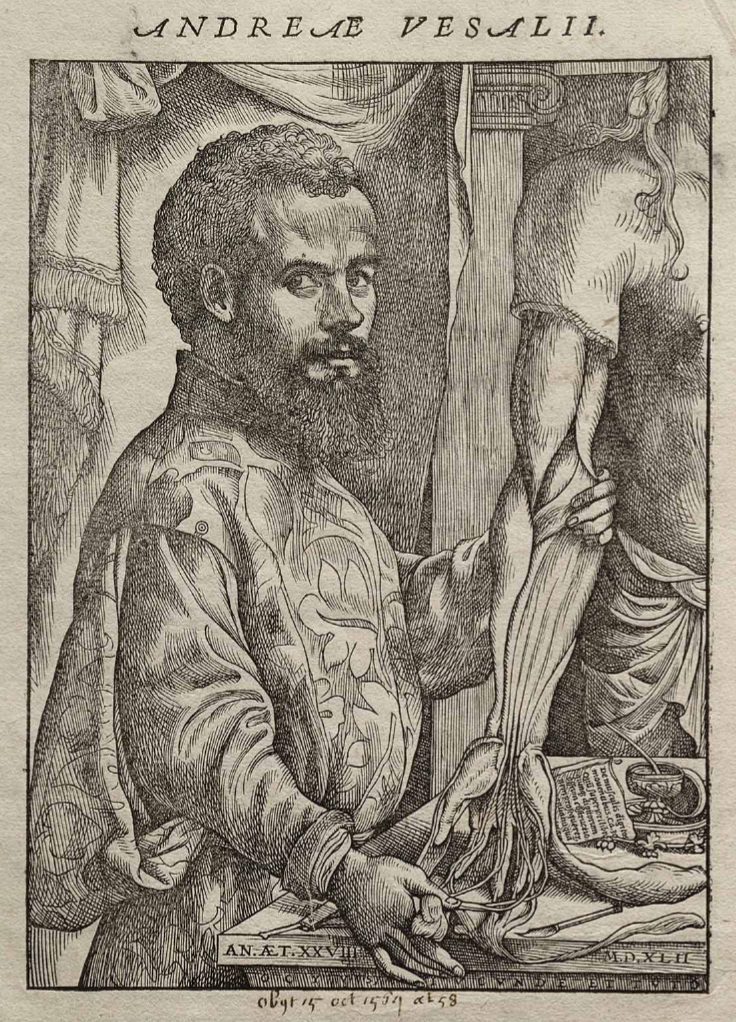
Andreas Vesalius

Figura centrală a anatomiei renascentiste a fost Andreas Vesalius (1514 - 1564). În 1543, publică la Basel tratatul De humani corporis fabrica ("Despre alcătuirea corpului omenesc"), lucrare prin care se îndepărtează total de concepția lui Galenus și de alte prejudecăți înrădăcinate, atrăgând indignarea chiar a propriilor săi maeștri, Guido Guidi (c. 1500 - 1569) și mai ales Jacques Dubois (1478 - 1555), acesta din urmă fiind un galenist fanatic. Vesalius descoperă valvulele semilunare ale aortei și înțelege rolul acestora, în timp Galen și succesorii săi considerau că sângele ar trece prin niște pori ai septului interventricular al inimii.
Prin curajul cu care luptă împotriva erorilor și a superstițiilor transmise de la o generație la alta, tratatul lui Vesalius a devenit foarte popular.
Nici Vesalius nu a fost scutit de erori. De exemplu, nu a intuit mecanismul circulației sângelui.

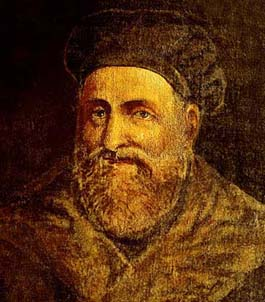
Gabriele Falloppio

Un alt anatomist celebru a fost Gabriele Falloppio (1523 - 1562). Și acesta a fost antigalenist convins. A descoperit: coarda timpanului, canalele semicirculare ale urechii interne, un număr de nervi și a studiat placenta și vaginul.

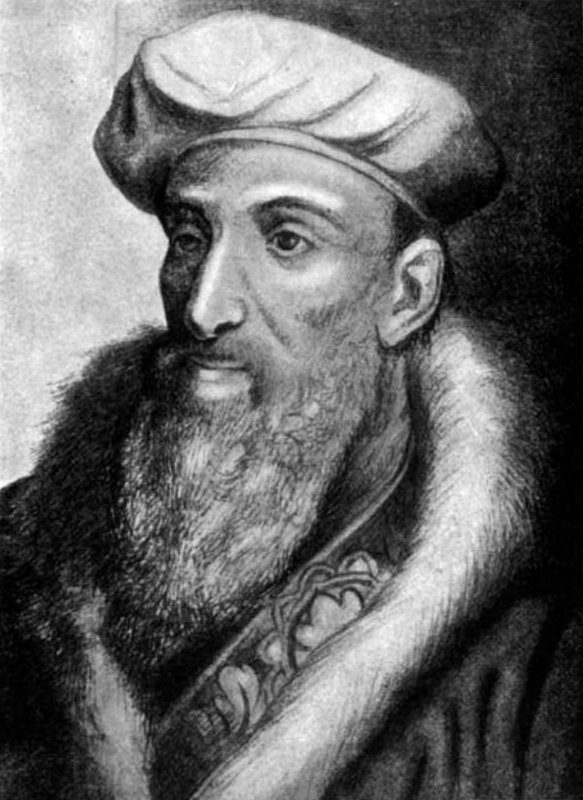
Bartolomeo Eustachio

Bartolomeo Eustachio (1510 - 1574), n-a fost numai un mare anatomist, ci și un înzestrat desenator. Planșele anatomice create de el au o valoare excepțională. Eustachio a semnalat trompa dintre faringe și urechea medie (care astăzi îi poartă numele), glandele suprarenale, originea nervilor optici și a dat o bună descriere a dinților.
O invenție care a avut un deosebit impact asupra dezvoltării științei experimentale, dar și a medicinei și mai ales a anatomiei, a fost microscopul. De acum încolo, ochiul omenesc va putea pătrunde în cele mai intime detalii anatomice. noile descoperiri vor revoluționa știința medicală.
Părintele microscopului este considerat Antonie van Leeuwenhoek (1632 - 1723), fiind primul care a văzut bacteriile, evoluția ciupercii de mucegai, viața care mișună într-o picătură de apă și circulația globulelor de sânge.
Robert Hooke (1635 - 1703) este cel care a perfecționat tehnica microscopică.

## Renașterea patologiei
Conform tendinței renascentiste, Paracelsus (1493 - 1541) se opunea sistemului scolastic medieval, cum era cel promovat de Galenus și Avicenna. Marele alchimist, dar și medic, elvețian considera că cei doi au deformat figura nobilă a lui Hippocrate. Natura este singura carte pe care merită să o citești, susținea Paracelsus care, convins de superioritatea metodei sale, nu se sfia să critice aspru stările de lucruri cu care nu era de acord.
Paracelsus considera că arta de a vindeca trebuie să fie bazată pe realitate, pe studiul naturii și al omului, nu pe convingeri religioase sau pe speculații sterile.
A călătorit neobosit și a format peste tot elevi. Ca profesor, nu își aduna studenții în sălile de cursuri, ci la bolnavi, ca să trăiască drama suferinței și să se pătrundă de rolul pe care îl vor avea de îndeplinit când vor fi medici.

## Renașterea chirurgiei
Renașterea, cu al ei progres al cunoașterii, transformă chirurgia dintr-o "artă minoră" (lăsată pe seama meșteșugarilor și considerată înjositoare pentru savanții medici) într-o disciplină de sine-stătătoare. Numeroși chirurgi au dobândit o bună reputație:
- Giovanni da Vigo (1450 - 1525), medic și chirurg italian, propune legătura arterelor pentru oprirea hemoragiilor și construiește noi instrumente chirurgicale.
- Mariano Santo (1488 - 1577), chirurg italian, unul din precursorii urologiei, propune o nouă metodă pentru extragerea pietrei din vezica urinară.
- Michelangelo Biondo (1497 - 1565), chirurg venețian, trata rănile și contuziile cu apă rece, încercând o apropiere de natură;
- H. von Pfolspeundt, chirurg militar bavarez, poseda o vastă experiență în tratarea rănilor produse de săgeți. Într-o lucrare din 1460 vorbește pentru prima dată despre extragerea proiectilelor provenite din armele de foc.
- Hieronymus Brundschwig (1450 - c. 1512), medic și chirurg neamț, elimina presupusa "otravă" din rănile produse de armele de foc prin supurație, provocată cu ajutorul unui mănunchi de fibre vegetale introduse sub piele.
- Hans von Gersdorff (c. 1455 - 1529), chirurg german, trata rănile cu ulei clocotit pentru a împiedica hemoragia și infectarea. La amputații, se străduia să oprească sângele, după care introducea într-o bășică de vită bontul membrului secționat, închizându-l bine.
- Georg Bartisch (1535 - 1607), medic german, a publicat o lucrare ilustrată, în care figurează și o mască pentru corectarea strabismului

Dar rolul cel mai important l-a jucat contribuția lui Ambroise Paré, părintele chirurgiei moderne. Acesta a inventat, în 1552, procedeul de ligatură a arterelor, care a salvat de la moarte mulți pacienți care au suferit amputări.

## Renașterea terapeuticii
O dată cu dezvoltarea generală a medicinei, terapia renascentistă simțea nevoia unei înnoiri. Moștenirea arabă implica folosirea a zeci de substanțe, obținute prin procedee alchimiste complicate și al căror efect de multeori s-a dovedit discutabil. Era necesară o întoarcere la natură, la remediile simple și raționale ale anticilor. S-au înființat grădini cu plante medicinale și au apărut tratate de botanică.
Astfel, în 1545 se amenajează, la Universitatea din Padova, prima grădină botanică medicinală, după alte surse, la Padova în 1544. În orice caz, la mijlocul secolului al XVI-lea, în nordul Italiei apăruseră o sumedenie de grădini botanice. Unul din medicii italieni care își manifestă interesul și pentru botanică a fost Andrea Cesalpino.